# Porellales
Porellales là một bộ rêu trong ngành Marchantiophyta.